# Acide linolélaïdique
L'acide linolélaïdique, ou acide linoélaïdique, est un acide gras polyinsaturé oméga-6 correspondant à l'acide tout-trans-Δ9,12 18:2. C'est un diastéréoisomère de l'acide linoléique qu'on trouve dans les huiles végétales alimentaires partiellement hydrogénées.